# Адальберт I (маркграф Тосканы)
Адальберт I (итал. Adalberto I di Toscana; ок. 820 — 886) — граф Лукки, маркграф Тосканы с ок. 846 года, сын графа Лукки и маркграфа Тосканы Бонифация II. Адальберт к концу своего правления считался одним из богатейших и могущественных сеньоров в Северной Италии.

## Биография
Около 846 года Адальберту удалось вернуть родовые владения в королевстве императора Лотаря I — Тосканскую марку, в состав которой входили Тоскана, Лигурия и Корсика.
Он женился на дочери герцога Сполето Гвидо I, сестре герцога Ламберта II, пойдя по его стопам. При этом в отличие от Ламберта ему никогда не удавалось придерживаться независимого курса, постоянно попадая под влияние других итальянских сеньоров, обладавших более сильным характером.
После смерти в 875 году короля Италии Людовика II началась борьба за итальянскую корону между королём Западно-Франкского королевства Карлом II Лысым и королём Баварии Карломаном. В этом противостоянии Адальберт встал на сторону Карломана. При этом папа римский Иоанн VIII держал сторону Карла Лысого, провозгласив его императором. Однако после смерти Карла в 877 году Адальберт вместе с Ламбертом Сполетским решили добиться коронации Карломана, который им представлялся наиболее подходящим кандидатом на императорский трон.
В конце марта 878 года Ламберт и Адальберт вторглись в Рим, где устроили настоящее побоище, требуя от римлян клятвы верности Карломану. Римляне принесли клятву, однако папа Иоанн VIII, который заперся в городе Льва, отказался это сделать. Осада базилики продолжалась месяц, но успеха Ламберт и Адальберт не достигли. В итоге папа смог сбежать из Рима в Труа в Западно-Франкском королевстве. Там он созвал синод, на котором 7 сентября короновал императором короля Западно-Франкского королевства Людовика II Заику. Здесь же он обвинил Ламберта в том, что тот добивался императорской короны для себя, и отлучил 14 сентября его от церкви. Вместе с Ламбертом были отлучены и другие гонители Иоанна VIII, в том числе, маркграф Адальберт и епископ Порто Формоз.
В дальнейшем Адальберт не пытался вмешиваться в итальянскую политику. Он умер в 886 году, оставив своему наследнику, Адальберту II кроме владений ещё и огромные богатства в Италии и Провансе.

## Брак и дети
1-я жена: Аносуара. Детей от этого брака не было.
2-я жена: ранее 863 Ротхильда Сполетская (ум. после 27 мая 884), дочь герцога Сполето Гвидо I и Иты (Аделаиды), дочери Сикона, герцога Беневенто.
Дети:
- Адальберт II Богатый (ум. 10/19 сентября 915), маркграф Тосканы с 886
- Бонифаций (ум. после 894)
- Регинсинда